# オクラホマシティ・ブルー
オクラホマシティ・ブルー（Oklahoma City Blue）はNBAデベロップメント・リーグ（以下NBADL）に加盟しているプロバスケットボールチーム。本拠地はアメリカ合衆国オクラホマ州オクラホマシティ。

## 歴史

### アシュビル・アルティチュード
2001年、NBADLの創設に伴ってチームは設立された。当時のフランチャイズはノースカロライナ州アシュビル。2003-04シーズンに初優勝。2004-05シーズンも優勝を果たし、NBADL史上初の連覇を経験した。

### タルサ・シックスティシクサーズ
2005-06シーズン前にタルサに移転した。この際、チーム名もシックスティシクサーズに変更したが、これはルート66という名称で知られる国道66号線に由来する。2008年よりオクラホマシティ・サンダーの傘下のチームになった。

### オクラホマシティ・ブルー
2014-15シーズン前にタルサからオクラホマシティに移転した。チーム名も提携元に倣ってオクラホマシティ・ブルーに変更した。

## 過去に所属した選手
- エルサン・イルヤソバ（Ersan Ilyasova）
- ジョン・ルーカス（John Lucas）
- デズモン・ファーマー（Desmon Farmer）